# Liste der denkmalgeschützten Objekte in Pfaffenschlag bei Waidhofen an der Thaya
Die Liste der denkmalgeschützten Objekte in Pfaffenschlag bei Waidhofen an der Thaya enthält die 6 denkmalgeschützten, unbeweglichen Objekte der Gemeinde Pfaffenschlag bei Waidhofen an der Thaya.

## Denkmäler
| Foto |                 | Denkmal                                                                | Standort                                                | Beschreibung | Metadaten |
| ---- | --------------- | ---------------------------------------------------------------------- | ------------------------------------------------------- | --- | --- |
| ja   | Datei hochladen | Ortskapelle Großeberharts HERIS-ID: 22120 Objekt-ID: 18448             | bei Großeberharts 22 Standort KG: Großeberharts         | Die Ortskapelle von Großeberharts ist ein faschengegliederter Bau des Jahres 1873 mit eingezogener Apsis, Flachbogenfenstern und Fassadenturm mit Giebelspitzhelm. Der Innenraum hat eine Flachdecke, schablonierte Ausmalung, eine hölzerne Empore und einen Boden aus Granitplatten. Der neobarocke Säulenädikulaaltar trägt ein Altarblatt Hl. Dreifaltigkeit, hat im Tabernakelvorsatz eine Pietà in barockem Stil und zwei Seitenaltäre. Zur Einrichtung zählen unter anderem die Schnitzfiguren Maria Immaculata, Schmerzensmann sowie hll. Johannes Nepomuk und Aloysius aus der ersten Hälfte des 18. Jahrhunderts, Kreuzwegbilder in Hinterglasmalerei und das barockisierte Gestühl. | BDA-Hist.: Q37867254 Status: § 2a Stand der BDA-Liste: 2025-06-30 Name: Ortskapelle Großeberharts GstNr.: 91/4 Ortskapelle Großeberharts |
| ja   | Datei hochladen | Flur-/Wegkapelle HERIS-ID: 22126 Objekt-ID: 18454                      | Standort KG: Großeberharts                              | Südlich von Großeberharts steht eine übergiebelte Rokoko-Wegkapelle von 1731. | BDA-Hist.: Q37867294 Status: § 2a Stand der BDA-Liste: 2025-06-30 Name: Flur-/Wegkapelle GstNr.: 533                                     |
| ja   | Datei hochladen | Figurenbildstock hl. Johannes Nepomuk HERIS-ID: 22127 Objekt-ID: 18455 | gegenüber Johannessiedlung 3 Standort KG: Pfaffenschlag | Am östlichen Ortsausgang steht eine steinerne Johannes-Nepomuk-Statue aus dem 18. Jahrhundert. | BDA-Hist.: Q37867320 Status: § 2a Stand der BDA-Liste: 2025-06-30 Name: Figurenbildstock hl. Johannes Nepomuk GstNr.: 130/2              |
| ja   | Datei hochladen | Kath. Pfarrkirche hl. Martin HERIS-ID: 22124 Objekt-ID: 18452          | gegenüber Pfaffenschlag 8 Standort KG: Pfaffenschlag    | Die Pfarrkirche St. Martin ist eine gotische, im 19. Jahrhundert veränderte Saalkirche mit romanischem Baukern und neuem Westturm. Sie liegt an einer Geländestufe nördlich des Ortes und ist von einem Friedhof umgeben. | BDA-Hist.: Q2321193 Status: § 2a Stand der BDA-Liste: 2025-06-30 Name: Kath. Pfarrkirche hl. Martin GstNr.: 1 Pfarrkirche Pfaffenschlag  |
| ja   | Datei hochladen | Ehem. Freihof Zum Himmeltor HERIS-ID: 22125 Objekt-ID: 18453           | Pfaffenschlag 31 Standort KG: Pfaffenschlag             | Der ehemalige Freihof „Zum Himmeltor“ ist ein zweigeschoßiger und zweiflügeliger Bau, ursprünglich dreigeschoßig, aus dem 18. Jahrhundert. Über dem genuteten Erdgeschoß erhebt sich ein lisenengegliedertes Obergeschoß mit Ortsteinrahmung. In der Durchfahrt ruht ein Stichkappentonnengewölbe auf Gurten und Pilastern. | BDA-Hist.: Q37867280 Status: Bescheid Stand der BDA-Liste: 2025-06-30 Name: Ehem. Freihof Zum Himmeltor GstNr.: 80/1                     |
| ja   | Datei hochladen | Ehem. Bauernhof HERIS-ID: 22129 Objekt-ID: 18457                       | Schwarzenberg 3 Standort KG: Schwarzenberg              | Der Dreiseithof stammt aus dem 18. Jahrhundert. | BDA-Hist.: Q37867332 Status: Bescheid Stand der BDA-Liste: 2025-06-30 Name: Ehem. Bauernhof GstNr.: 140                                  |